# ASC Shipbuilding
ASC Shipbuilding, anciennement la division de construction navale d'ASC Pty Ltd, est une filiale de BAE Systems Australia et le restera pendant toute la durée du contrat de construction des frégates de la classe Hunter. Elle fut structurellement séparée d'ASC Pty Ltd en décembre 2018 et devint une filiale de BAE Systems Australia. En 2021, l'entreprise est rebaptisé BAE Systems Maritime Australia.